# Saturare (chimie)
În chimie, termenul saturare poate face referire la:
- modul de legare al atomilor în compușii organici (cuvântul este derivat din latină, saturare însemnând „a umple”);[1]
- o soluție care prezintă o concentrație mare de solut (suprasaturarea este concentrația maximă, de la care solventul nu mai poate dizolva solut, cu sau fără apariția fenomenelor de cristalizare);[2]
- gradul de ocupare al situsurilor de pe o anumită suprafață (știința suprafețelor).